# Lucicutia gemina
Lucicutia gemina är en kräftdjursart som beskrevs av Farran 1926. Lucicutia gemina ingår i släktet Lucicutia och familjen Lucicutiidae. Inga underarter finns listade i Catalogue of Life.